# محطة أبحاث هالي
محطة أبحاث هالي هي محطة بحثية تقع في القارة القطبية الجنوبية في جرف برنت الجليدي، سميت المحطة على اسم العالم إدموند هالي.